# Nantawat Suankaew
Nantawat Suankaew (tiếng Thái: นันทวัฒน์ สวนแก้ว; sinh ngày 8 tháng 12 năm 1997) là một cầu thủ bóng đá người Thái Lan hiện tại thi đấu ở vị trí tiền đạo cho Khon Kaen của Thai League 2.

## Thống kê sự nghiệp

### Câu lạc bộ
Tính đến 12 tháng 11 năm 2017.
| Câu lạc bộ          | Mùa giải            | Giải vô địch                     | Giải vô địch | Giải vô địch | Cúp     | Cúp       | Châu lục | Châu lục  | Khác    | Khác      | Tổng    | Tổng      |
| Câu lạc bộ          | Mùa giải            | Hạng đấu                         | Số trận      | Bàn thắng    | Số trận | Bàn thắng | Số trận  | Bàn thắng | Số trận | Bàn thắng | Số trận | Bàn thắng |
| ------------------- | ------------------- | -------------------------------- | ------------ | ------------ | ------- | --------- | -------- | --------- | ------- | --------- | ------- | --------- |
| Bangkok Glass       | 2017                | Giải bóng đá Ngoại hạng Thái Lan | 1            | 0            | 1       | 0         | –        | –         | 0       | 0         | 2       | 0         |
| Tổng cộng sự nghiệp | Tổng cộng sự nghiệp | Tổng cộng sự nghiệp              | 1            | 0            | 1       | 0         | –        | –         | 0       | 0         | 2       | 0         |

Notes
1. ↑  Appearances ở Cúp Hiệp hội Bóng đá Thái Lan